# Danganronpa V3: Killing Harmony
Danganronpa V3: Killing Harmony (яп. ニュー ダンガンロンパV3 みんなのコロシアイ新学期 ню: данганромпа V3 минна но коросиай сингакки) известная в Японии как New Dangan Ronpa V3: Everyone's New Semester of Killing — японский детективный визуальный роман, разработанный Spike Chunsoft. Это третья основная игра серии Danganronpa. Она была выпущена 12 января 2017 года в Японии для PlayStation 4 и PlayStation Vita. 26 сентября 2017 года она была выпущена на PlayStation 4, PlayStation Vita, и Steam для PC в Северной Америке, и 29 сентября 2017 в Европе.
Промо демо-версия Danganronpa V3: Killing Harmony (Demo Version) была выпущена в Японии 20 декабря 2016. Позднее, 25 августа 2017, она также была выпущена в Северной Америке, Европе и Австралии.

## Геймплей
Как и у её предшественников, игра разделена по главам, которые делятся на три основных геймплейных типа: взаимодействие между персонажами, расследование и Классный Суд. Игрок управляет протагонистом от первого лица и может исследовать школу в свободное время. Новые части школы становятся доступны по мере продвижения сюжета. Для продвижения сюжета необходимо взаимодействовать с определёнными персонажами или объектами. В каждой главе происходит убийство, которое необходимо расследовать и раскрыть. Кульминацией является классный суд, происходящий в школьном зале суда.
В игре представлен новый элемент «разбивания» объектов для поиска Мономонет. Разбивание объектов удаляет их модели из комнаты. Как и в предыдущей игре, протагонист может взаимодействовать с другими студентами и улучшить взаимоотношения с ними с помощью Ивентов Свободного Времени.

### Классные Суды
Классный Суд в Danganronpa V3 был переработан, были добавлены различные новые функции и мини-игры. Подиумы персонажей могут двигаться, например, перемещаться в середину круга — это часто используется, когда определённый персонаж находится под подозрением. Вместе с Пулями Правды были представлены Пули Лжи, которые позволяют протагонисту лгать для прогресса Классного Суда. Также были представлены новые мини-игры, а существующие мини-игры были обновлены добавлением новых механик:
- Hangman’s Gambit Ver. 3.0 похож на Improved Hangman’s Gambit из Danganronpa 2. В этой мини-игре присутствуют буквы, которые могут сталкиваться друг с другом, однако теперь они находятся в темноте и протагонист должен подсвечивать их, чтобы посмотреть написанные буквы.
- Argument Armament — ритм-игра, являющаяся эквивалентом Bullet Time Battle/Panic Talk Action, но в новом формате, в котором игрок должен нажать правильную кнопку, чтобы уничтожить часть утверждения. Когда здоровье оппонента ухудшается, также разрушается его одежда. Когда здоровье оппонента опустошено, четыре слова (или части слова) появляются на экране. Если составить их в правильном порядке, они формируют опровержение к аргументу оппонента.
- В Debate Scrum персонажи разделяются на две команды и представляют два противоположных мнения. Протагонист должен найти ключевое слово к аргументу противника, чтобы противостоять его аргументу.
- Mind Mine — мини-игра в стиле пазл, в которой игрок уничтожает блоки, чтобы найти скрытые под ними изображения. Для победы необходимо найти верное изображение.
- Psyche Taxi похожа на Logic Dive. протагонист ведёт машину и собирает буквы, чтобы сформировать вопрос с несколькими вариантами ответа. Чтобы ответить на вопрос, протагонист должен ехать по правильной линии и достаточно замедлиться, чтобы подобрать девушку, стоящую на этой линии, которая запрыгнет на одно из мест для пассажиров.

Mass Panic Debate похожи на Non-Stop Debate, однако в этой версии несколько студентов говорят в одно и то же время. Из-за этого экран разделён на несколько частей, в каждой из которых находятся разные студенты и утверждения, а также несколько слабых мест. Как и в Non-Stop Debate, необходимо использовать правильную Пулю Правды чтобы уничтожить правильную слабую точку.

## Сюжет
Так как Danganronpa 3: The End of Hope's Peak High School завершила сюжетную линию Академии Пик Надежды, действие Danganronpa V3: Killing Harmony происходит в новой школе, с полностью новым кастом персонажей, и представляет собой новую сюжетную линию, а не прямой сиквел к предыдущим двум основным играм. Геймплей и сюжет похожи на геймплей и сюжет предыдущих игр, но с добавлением новых элементов.
Сюжет начинается с того, что девочка по имени Каэдэ Акамацу просыпается в странном месте, напоминающем школу. Она ничего не помнит, кроме того, что её похитили неизвестные. В ходе исследования местности она натыкается на мальчика по имени Сюити Сайхара, который тоже не помнит, как сюда попал. Они выбираются из класса и убегают от грозно выглядящих роботов в спортзал. В спортзале "школы" пара встречает остальных старшеклассников: вместе их оказывается шестнадцать. Роботы всё-таки прорываются в зал и раскрывают себя как "Монокабов", миниатюрных медведей, похожих внешне на Монокуму. Поболтав с учениками, роботы приходят к выводу, что подросткам не имплантировали нужные воспоминания. Монокабы выдают подросткам униформы, символизирующие их "таланты". После вспышки света всё начинается сначала.
Каэдэ снова просыпается в классе и встречает Сюити. Теперь она помнит, что является Абсолютным Пианистом. В этот раз Монокабы не агрессивны и поощряют изучать местность. Герои начинают знакомство друг с другом. Особенно выделяется юноша по имени Рантаро Амами, который не помнит свой талант (или притворяется, что не помнит) и явно знает больше, чем показывает. В спортзале учеников приветствует "директор" школы, Монокума. Он объявляет, что ученики должны будут участвовать в Убийственной игре, чтобы выбраться из академии. Подростки отказываются убивать друг друга и начинают относительно мирную жизнь. Они совершают попытку сбежать из академии через потайной люк, но у них ничего не выходит. Каэдэ берёт на себя роль лидера отчаявшихся школьников.
Монокуме и его "детям" не нравится, что ученики даже не пытаются начать игру. Они объявляют, что убьют всех участников, если первое убийство не совершится в течение определённого времени. Каэдэ и Сюити, найдя спрятанную дверь, приходят к выводу, что возможный организатор безумной игры находится среди них. Они создают план по его поимке. Однако всё кончается трагично: Рантаро погибает, а настоящий организатор оказывается не пойман. На классном суде участники раскрывают, что убийцей Рантаро была сама Каэдэ, которая надеялась поймать кукловода, убив его. Перед казнью Каэдэ прощается со всеми и просит прощение, а те обещают не убивать друг друга и остановить игру. Монодам пользуется возможностью убить Монокида во время казни Каэдэ.
Через несколько дней после суда Монокабы втайне раздают ученикам видео-мотивы, на которых показаны близкие им люди, ждущие их возвращения. Из-за бестолковости Монокабов планшеты с видео оказываются перепутаны, и ученики договариваются не смотреть их. Химико Юмэно организует волшебное шоу, которое заканчивается шоком: на глазах у всех в аквариуме-реквизите появляется труп Рёмы Хоси, депрессивного ученика, который не хотел жить. Его убийцей оказывается Кируми Тодзё, которая утопила Рёму из-за видео-мотива. Монодам вновь убивает своего брата, на сей раз его жертвой стал Моносукэ. Кокити Ома раскрывает Маки Харукаву как Абсолютную убийцу.
После казни Кируми проходит ещё несколько дней. Монокума, впав в кататоническое состояние, больше не способен управлять игрой, и его место занимает Монодам. Робот решает прекратить Убийственную игру и выдаёт участникам книгу по ритуалу воскрешения одного из умерших друзей. Энджи Ёнага, глава самопровозглашённого Студенческого комитета, решает провести ритуал с помощью своего таланта. К сожалению, в один из дней подростки обнаруживают её мертвой в своей лаборатории. Пока ученики изучают тело, Корэкиё Сингудзи предлагает провести ритуал по призыву духа Энджи, чтобы узнать, кто её убил. Быть медиумом вызывается Тэнко Тябасира, что, однако, кончается для неё плохо: после ритуала она оказывается мертва. На суде Суити раскрывает Корэкиё как убийцу и Тэнко, и Энджи: сумасшедший антрополог совершил убийства ради своей умершей сестры. Во время его казни Монодам кончает с собой.
Миу Ирума зовёт учеников в "Виртуальный мир", где, по её словам, можно найти какую-нибудь информацию о внешнем мире или о новом мотиве. После подключения к гарнитуре герои пытаются что-то найти, но в ходе череды странных событий они обнаруживают аватар Миу без движения. Опасения подтверждаются, когда все возвращаются в реальный мир и находят изобретательницу мёртвой. В ходе суда участники обнаруживают, что Миу убил безобидный гигант Гонта Гокухара, который начисто забыл о том, что сделал, из-за ошибки в ходе подключения к гарнитуре. На убийство его сподвигнул Кокити, который сам должен был стать жертвой Миу. Гонту очень жестоко казнят, во время его казни погибают также Монотаро и Монофани.
Ученики решают взять ситуацию в свои руки. Они противостоят Кокити и роботам Монокумы. В конце концов, в ангаре они обнаруживают раздавленное прессом тело, которое невозможно опознать. Из-за того, что из группы пропали и Кайто Момота, и Кокити Ома, никто не может понять, кто является жертвой. Путаницу вносит и неизвестный в роботе, появившийся на суде и заявляющий, что является Кокити. Суити замечает нервное поведение Монокумы и приходит к выводу, что убийство было совершено с целью запутать самих организаторов игры, ведь определить истинного убийцу или жертву не могут даже они. Суити всё же разоблачает неизвестного, который оказывается Кайто. Он воодушевляет выживших и отправляется на казнь, в ходе которой он мирно умирает от болезни.
Во время казни Кайто осколок камня повредил ахогэ Кибо. Робот перестаёт слышать голоса в голове и решает остановить игру радикальным путём, уничтожив всю академию. Ученики пользуются хаосом, чтобы изучить ранее недоступную местность. В кабинете, являющимся логовом организатора, они находят несколько странных улик, связанных с убийством Рантаро. Они вызывают Монокуму на новый суд, и медведь соглашается. На суде Сюити делает вывод, что тяжёлый шар, который Каэдэ сбросила, чтобы убить организатора, на самом деле не попал в Рантаро. Его убил сам организатор, которым всё это время была Цумуги Сироганэ. Она раскрывает себя как новую Джунко Эносиму и показывает, что Убийственная игра транслируется во внешний мир, являющийся утопией. Люди очень любят франшизу "Данганронпа", и теперь одноименная корпорация проводит убийственные игры в реальности, промывая людям мозги и заставляя их убивать друг друга. Все таланты учеников были фальшивкой, как и их прошлое. Они якобы сами вызвались участвовать в шоу, будучи его большими фанатами. Кибо был посредником между зрителями и игрой, созданным специально ради этой цели. Цумуги примеряет образы персонажей из прошлых игр "Данганронпы" и заявляет, что шоу будет длиться вечно, пока людям интересна битва надежды и отчаяния. Однако Сюити вступает в борьбу с самими зрителями и словами о том, что вымысел может менять реальность, убеждает их в неправильности жестоких игр. Участники отказываются голосовать. По правилам это наказывается казнью. Убить учеников и остановить игру приходится Кибо, который взрывает академию, убивает отчаявшуюся Цумуги и подрывает себя, чтобы уничтожить купол вокруг зданий. Оставшиеся Сюити, Химико и Маки выбираются из развалин академии. Они рассуждают о том, что им сказала Цумуги. Суити вспоминает о несостыковках в словах Абсолютной Косплеерши и выражает надежду, что где-то там существуют и Академия Надежды, и Макото Наэги. Решившись встретиться с реальным миром, выжившие идут навстречу неизвестности.

## Персонажи
- Монокума (яп. モノクマ)

Монокума (яп. モノクマ) — плюшевый медведь, который называет себя директором академии. Монокума управляется с помощью дистанционного управления, поэтому имеет «копии себя». Именно он организатор «убийственной игры» и представитель тех, кто держит учеников в заложниках и заставляет их участвовать в деятельности академии. Жестоко наказывает учеников за несоблюдение или нарушение правил.
Сэйю: TARAKO
- Каэдэ Акамацу (яп. 赤松 楓 Акамацу Каэдэ).

Звание — Абсолютный Пианист (яп. 超高校級のピアニスト тё: ко:ко:-кю: но пианисуто), благодаря своему мастерству в игре на пианино с детства и получении различных наград.
Каэдэ является первым протагонистом. Она — оптимистичная труженица. Будучи лидером с твердым характером, она обладает сильной волей и не стесняется действовать, а её характерная черта — сильное чувство веры в себя и других. Её главная мотивация для игры на пианино-видеть, как другие улыбаются.
Сэйю: Саяка Канда
- Сюити Сайхара (яп. 最原 終一 Сайхара Сю:ити).

Звание — Абсолютный Детектив (яп. 超高校級の探偵 тё: ко:ко:-кю: но тантэй).
Сюити является вторым протагонистом. Он кажется спокойным, серьёзным и вежливым. Также он немного робкий. Он застенчиво краснеет каждый раз, когда кто-то делает ему комплимент. Хоть и он очень опытный детектив с удивительными способностями, у него проблемы с самоуверенностью, так как он утверждает, что недостаточно хорош для того, чтобы называться знаменитым детективом. Он считает, что не заслуживает свой Абсолютный титул, потому что у него получалось расследовать убийства только по случайности.
Сэйю: Мэгуми Хаясибара
- К1-B0 (яп. キーボ Ки:бо) также известный, как Кибо.

Звание — Абсолютный Робот (яп. 超高校級のロボット тё: ко:ко:-кю: но роботто), соответствуя его механическому телу.
Кибо обычно серьёзен и разговаривает в вежливой манере. Но он злится, когда кто-то предвзято относится к роботам и имеет что-то против них.
У него нет ни сердца, ни мозга, поэтому он использует свои вычисления, чтобы разговаривать как «если бы у него было сердце». Поскольку его ИИ имеет функцию самообучения, он учится и развивается подобно человеку.
Так как он робот, то не всегда может понять кого-то и иногда воспринимает вещи слишком буквально.
Сэйю: Тэцуя Какихара
- Маки Харукава (яп. 春川 魔姫 Харукава Маки)

Звание — Абсолютная Воспитательница (яп. 超高校級の保育士 тё: ко:ко:-кю: но хоикуси), но в конце второй главы выясняется, что настоящий талант Маки — Абсолютная Наёмная Убийца (яп. 超高校級の暗殺者 тё: ко: ко:-кю: но ансацуся), а талант воспитательницы был выдуман ей, чтобы не вызывать страха и опасений со стороны других учеников.
Маки кажется очень серьёзной и почти никогда не улыбается. Несмотря на свою симпатичную внешность, Маки описывается как враждебный человеконенавистник из нескольких слов. Она очень хорошо знает, что она выглядит недружелюбно и предпочитает быть одна. В целом, она не любит людей, и поэтому она не очень способна сотрудничать и может быть упрямой. Она говорит очень мало, поэтому, когда она это делает, она ясно заявляет о себе и, кажется, очень уверена в своих аргументах. Она цинична и негативна с острым языком и иногда говорит с сарказмом. Несмотря на то, что она не из тех, кто уверенно действует самостоятельно, она, как утверждают, обладает смелостью и готова действовать, когда ей это удобно.
Сэйю: Маая Сакамото
- Кайто Момота (яп. 百田 解斗 Момота Кайто).

Звание — Абсолютный Космонавт (яп. 超高校級の宇宙飛行士 тё: ко:ко:-кю: но утю: хико:-си).
Кайто — энергичный человек со страстным сердцем, который живёт мечтами и романтикой, и имеет тенденцию произносить несколько драматических ободряющих речей для других. Он считает, что все должны рисковать ради своей мечты и не должны ограничивать себя и никогда не сдаваться. Из-за своего горячего духа и фальсификации документов он мог сдать экзамен космонавту, доказав, что он умен. Будучи Абсолютным Астронавтом, он таит в себе мечту и огромное стремление отправиться в космос, и уже считает себя космической легендой. Он часто называет себя «Светилами звезд» и говорит о том, что Вселенная на его стороне. Кроме того, он говорит о том, что популярным среди женщин и детей, и он думает, что его козлиная бородка дает ему «гламурную атмосферу знаменитости».
Сэйю: Рёхэй Кимура
- Химико Юмэно (яп. 夢野 秘密子 Юмэно Химико).

Звание — Абсолютная Фокусница (яп. 超高校級のマジシャン тё: ко:ко:-кю: но мадзисян), но настаивает, что на самом деле она Абсолютный Маг.
Химико считает, что её трюки — это настоящая магия, поэтому ей больше нравится, когда её называют волшебницей, а не фокусницей. Однако она чаще бывает замечена за проделыванием обычных трюков вроде ручных методов или выпускания голубей. Она раздражается, когда люди говорят, что её магия не реальна, из-за чего начинает повторять, что магия реальна, снова и снова. В различных ситуациях она утверждает, что могла бы использовать магию для решения проблем, но у неё недостаточно силы для этого. В соответствии с её внешностью мага она использует старомодную форму речи.
Сэйю: Айми Танака
- Рантаро Амами (яп. 天海 蘭太郎 Амами Рантаро:).

Звание — Абсолютный ??? (яп. 超高校級の「???」 тё: ко:ко:-кю: но ???).
Рантаро расслабленный и беззаботный человек. Хоть он и не помнит свой талант, он частично не беспокоится об этом. Он часто улыбается и называет себя «не подозрительным парнем». Создаётся ощущение, что он очень спокойный и на него можно положиться. Несмотря на его внешность и манеру речи, он обладает холодной, потрясающей проницательностью.
Сэйю: Хикару Мидорикава
- Рёма Хоси (яп. 星 竜馬 Хоси Рё:ма).

Звание — Абсолютный Теннисист (яп. 超高校級のテニス選手 тё: ко:ко:-кю: но тэнису сэнсю).
Рёма обладает хладнокровием, которого нет у обычных студентов старшей школы. Хоть и он выглядит как ребёнок, его жизненный опыт превышает опыт любого взрослого. Он самый спокойный и невозмутимый участник убийственной игры. Он остаётся непоколебим, даже если его ранят. Рёма часто упоминает, что не собирается делать ничего «не крутого», и не показывает свою мягкую сторону.
Сэйю: Акио Оцука
- Кируми Тодзё (яп. 東条 斬美 То:дзё: Кируми).

Звание — Абсолютная Горничная (яп. 超高校級のメイド тё: ко:ко:-кю: но мэйдо).
Кируми — утончённая леди, которая описана, как профессионал, идеально выполняющий работу. У неё острый ум, она талантлива во многих областях, по сообщениям, способна выполнять любую работу, а также способна быть независимой и делать что-то самостоятельно. Она вежлива и формальна, а также довольно серьёзна, и очень готова использовать все свои силы, чтобы сотрудничать с другими студентами. Она умна, наблюдательна и уравновешена. Её интеллект может быть показан, когда она спекулирует.
Она — «самоотверженная преданность». Таким образом, у неё очень сильное чувство долга и желание работать ради других, даже во время Убийственной Игры. Она добровольно выполняет домашнюю работу, например, убирает и готовит еду для студентов, даже каждый раз следя за тем, чтобы была и японская, и западная кухня. Из-за этого другие ученики, кажется, сильно ей доверяют, и она склонна ждать снаружи общежития на случай, если у кого-нибудь возникнут какие-либо просьбы о ней. Она также показала себя очень внимательной и часто спрашивает других, все ли у них в порядке, и даёт им несколько советов. Её заботу и доброту часто называют «по-матерински», когда Кокити и Гонта даже просят её стать «их мамой». Однако, будучи старшеклассницей, Кируми полностью отрицает подобные сравнения.
Сэйю: Кикуко Иноуэ
- Энджи Ёнага (яп. 夜長 アンジー Ёнага Андзи:).

Звание — Абсолютная Художница (яп. 超高校級の美術部 тё: ко:ко:-кю: но бидзюцу-бу).
Энджи очень религиозная девушка, которая верит, что «бог острова» всегда рядом с ней. У неё благочестивое сердце и она любит молиться. Ещё она любит помогать и подсказывать другим людям в религиозных вопросах. У неё также есть привычка говорить от имени своего бога, и, как ни странно, эти слова иногда могут оказаться очень правдивыми. Энджи имеет ещё одну эксцентричную привычку, то есть свободно использует свой собственный оригинальный Японский, например: «Байонара» или «странное чудо», которое немного показывает её творческую сторону личности. Она энергичная и позитивная личность, у которой на лице всегда широкая улыбка, но также она имеет и немного странную сторону. Она улыбается даже в случаях, когда все вокруг серьёзны. Из-за её твердой веры в Атуа, она спокойна всегда, общаясь с Атуа, она часто теряет связь с действительностью. Энджи не боится смерти, поскольку считает, что Атуа поприветствовал бы её в загробном мире, и по этому советует другим тоже не боятся её.
Сэйю: Минори Судзуки
- Тэнко Тябасира (яп. 茶柱 転子 Тябасира Тэнко).

Звание — Абсолютный Мастер Айкидо (яп. 超高校級の合気道家 тё: ко:ко:-кю: но айкидо:-ка).
Тэнко невероятно шумный и в целом веселый человек. Она носит свои эмоции на рукаве и имеет привычку громко кричать, чтобы показать свой боевой дух. Она страдает от чрезмерной активности и гнева и направляет свою энергию в свое нео айкидо. Тем не менее, она утверждает, что она намного спокойнее по сравнению с её детством. Она также описала себя как «не очень хорошо умеющую думать» и выглядит довольно легковерной и очень импульсивной, используя свои эмоции над логикой.
Сэйю: Сора Токуи
- Корэкиё Сингудзи (яп. 真宮寺 是清 Сингу:дзи Корэкиё).

Звание — Абсолютный Антрополог (яп. 超高校級の民俗学者 тё: ко:ко:-кю: но миндзоку гакуся), другими словами его титул звучит как Абсолютный Фольклорист.
Корэкиё — отстранённая и немного пугающая личность, однако в то же время он хладнокровен и умён. Во время своих расследований в области антропологии повидал множество различных людей. Благодаря такому опыту он может сохранять спокойствие в разных ситуациях и в основном действует рассудительно и рационально, вместо того чтобы поддаваться эмоциям. У Корэкиё обширные познания о разнообразных культурах, поэтому он вкладывает в слова глубокий и сложный смысл, порой начиная вести длинные речи об антропологии, даже если этого никто не просил. Он очень заинтересован в темах, с которыми сам не согласен. Не является последователем какой-либо религии, однако находит их интересными с точки зрения изучающего человеческую натуру и культуру. Даже несмотря на это, верит в призраков и духов и сильно заинтересован в общении с мёртвыми и в смерти в принципе.
Сэйю: Кэнъити Судзумура
- Миу Ирума (яп. 入間 未兎 Ирума Миу).

Звание — Абсолютный Изобретатель (яп. 超高校級の発明家 тё: ко:ко:-кю: но хацумэйка).
Миу Ирума охарактеризована как чересчур решительная чудачка, которая устрашающе остра на язык. Она считает себя гением и каждый раз, когда она открывает рот, она выкрикивает кучу безрассудных замечаний и оскорблений, оказывая сильное давление на других.
Однако грубый характер Миу выглядит как маска, которую можно весьма легко снять. Это обычно случается, когда на её грубые выражения и пошлые шутки действительно отвечают. Тогда она быстро становится тихой скромницей, которая боится, когда на неё злятся другие люди. Из-за этого она обладает шармом как у безобидного ребёнка.
Сэйю: Харука Исида
- Гонта Гокухара (яп. 獄原 ゴン太 Гокухара Гонта).

Звание — Абсолютный Энтомолог (яп. 超高校級の昆虫博士 тё: ко:ко:-кю: но контю: хакасэ).
Гонта очень любит животных, особенно насекомых, и даже может говорить с ними. Он добросердечный, нежный и вежливый человек. Он очень чист и наивен, поскольку он легко верит незнакомцам и может легко обескуражен комментариями других людей.
Чтобы погасить свою лесную семью, он стремится стать настоящим джентльменом. Гонта хочет быть полезным для других, но он предпочитает не заниматься физической борьбой и насилием. Ему также становится очень стыдно за себя, если он делает что-то, чего не может делать джентльмен, например, лжет, теряет самообладание, делает грубые предположения, видит кого-то обнаженным или полуголым, или случайно трогает кого-то ненадлежащим образом. Отмечается, что он ещё не очень джентльменский, так как он немного неуклюж, и иногда его контролируют внезапные и сильные эмоции (что, как предполагается, является результатом его поднятия в дикой природе), но он очень старается. Иногда ему становится очень страшно из-за сильных выражений, особенно когда он говорит об ошибках или если он расстроен или расстроен, заставляя других людей бояться. Иногда он, кажется, не замечает, что он непреднамеренно пугает других, в то время как в некоторые другие моменты он может быть очень восприимчивым к чувствам других. Иногда он боится, что никогда не станет джентльменом, и он может быть очень жесток к себе. Кажется, он не признает многие из своих прошлых или текущих достижений, думая, что это всего лишь некоторые вещи, которые все джентльмены сделали бы.
Сэйю: Сюнсукэ Такэути
- Кокити Ома (яп. 王馬 小吉 О:ма Кокити).

Звание — Абсолютный Верховный Лидер (яп. 超高校級の総統 тё: ко:ко:-кю: но сё:то:).
Кокити называет себя злым правителем. Он откровенно говорит о том, что является лидером секретного общества, признаёт, что является лжецом и что совершал только плохие поступки, однако ничего из этого не было подтверждено. Он — ненадёжный человек, который беззастенчиво лжёт, говорит, что думает, и льёт крокодиловы слёзы. Он говорит и ведет себя спокойно и равнодушно, чтобы принести больше мучений другим студентам.
Он является самопровозглашенным лидером злого тайного общества, в котором состоит более 10,000 участников, хотя неизвестно, действительно ли существует это общество. Позже выяснилось, что в обществе состоит всего 10 человек.
Сэйю: Хиро Симоно
- Цумуги Сироганэ (яп. 白銀 つむぎ Сироганэ Цумуги).

Звание — Абсолютный Косплеер (яп. 超高校級のコスプレイヤー тё: ко:ко:-кю: но косупурэйя:).
Цумуги — благородная студентка, которая говорит понятливо и мягко, но становится очень страстной, когда речь заходит о её любимых сериалах или косплеях. У неё есть привычка использовать известные цитаты из разных источников при разговоре. Также у Цумуги есть склонность игнорировать людей, когда она погружена в свои мысли, несмотря на то, сколько раз они к ней обращались. Она постоянно называет себя «неприметной» и верит, что среди всех учеников она — самая неприметная. Цумуги понимает, когда люди не распознают в ней Абсолютного Косплеера, считая, что по её простой внешности не скажешь, что талант девушки заключается в этом.
Хоть и Цумуги — Абсолютный Косплеер, ей нравится только создавать костюмы, а не носить их, так как она не очень любит обращать на себя много внимания. Тем не менее, она ненавидит косплееров, которым выделиться из толпы важнее, чем с любовью относиться к своему делу, так что чаще всего она сама носит свои костюмы. Цумуги относится к косплею с глубоким уважением и считает, что он является выражением любви.
Сэйю: Микако Комацу
- Монотаро (яп. モノタロウ Монотаро:).

Монотаро — лидер Монокабов, группы детей Монокумы. Будучи главарём, он старается примирить всех и объединить мнения родственников в одно. Тем не менее, Монотаро не очень хорошо справляется со своей задачей — он является достаточно рассеянным, потому часто говорит другим участникам группы сосредоточиться на определённых задачах вместо себя. Также Монотаро бывает неуклюж и выглядит «чище» и добрее своих родственников, что придает его личности милый детский шарм. Несмотря на минусы своего брата, остальные участники группы признают его, как личность, на которую можно положиться.
Сэйю: Коити Ямадэра
- Моносукэ (яп. モノスケ).

Моносукэ — детский робот. Он самый хладнокровный в группе, кажется, остается спокойным, когда другие Монокабы шокированы, и анализирует ситуации. На первый взгляд, он также кажется самым умным, способным вести гораздо более сплоченные и умные разговоры. Однако, несмотря на это, он не является ни зрелым, ни послушным, и у него ужасный говор, похожий на Монокида. Он несколько агрессивен и склонен называть других глупыми.
Сэйю: Коити Ямадэра
- Монодам (яп. モノダム Монодаму).

Монодам — детский робот. В отличие от своих чрезмерно разговорчивых братьев и сестер, он очень тихий. По большей части, он не разговаривает даже со своими собратьями, и он в некотором роде является изгоем в группе. Иногда он кажется немного застенчивым и, кажется, краснеет, как в то время, когда он сделал свое первое официальное заявление.
Сэйю: Коити Ямадэра
- Монокид (яп. モノキッド Монокиддо).

Монокид — детский робот. Тем не менее, у него также очень плохой рот и вспыльчивый характер, и он считается хулиганом группы. Он шумный и вульгарный хулиган. Он любит рок-музыку и играет на своей гитаре, и время от времени выкрикивает преувеличенные пронзительные крики, как рок-звезда. Он также, очевидно, любит есть лосося и особенно мед, что по какой-то причине может сделать его пьяным и пробормотать ерунду.
Сэйю: Коити Ямадэра
- Монофани (яп. モノファニー Монофани:).

Монофани — детский робот с женской индивидуальностью. Её личность выглядит намного мягче, чем её братья, и её доброта упоминается как «уникальная черта характера», которая, кажется, делает её несколько любимой её отцом и братьями, хотя это также может раздражать других медведей, которые более открыто «зло». Ей плохо с кровью и жестокостью, поэтому её очень часто видят с рвотой, когда рвота даже меняет цвет в зависимости от ситуации. По словам Монотаро, её зелёная рвота является предзнаменованием неудачи и несчастья, и любой, кто увидит её синюю рвоту, получит удачу.
Сэйю: Коити Ямадэра

## Музыка
Масафуми Такада, композитор всех трех предыдущих игр, вернулся, чтобы сочинить саундтреки для Danganronpa V3. Мэгуми Огата также вернулась, чтобы исполнить тему финальных титров Dan Kusari -break- в японском релизе, но в английской локализации тема была заменена песней The End of Dng, которая была ремиксом на различные игровые треки. В частности, в игре представлена песня Clair de Lune от Дебюсси, которая была зачислена на финальные титры игры в исполнении Каэдэ Акамацу.
В Японии полный саундтрек игры из 109 треков был выпущен 24 февраля 2017 года в виде двухсерийного релиза из 5 дисков под названием NEW DANGANRONPA V3 O.S.T. WHITE and NEW DANGANRONPA V3 O.S.T. BLACK. Позднее эта коллекция саундтреков была выпущена во всем мире в iTunes и Google Play 27 октября 2017 года
Компакт-диск с 10-трековым саундтреком под названием New Danganronpa V3 Original Soundtrack был поставлен в комплекте с японским ограниченным выпуском New Danganronpa V3, который также содержал 15 треков комментариев японского озвучивания игры. Этот компакт-диск, без комментариев актёров и переименованный в Murder Nocturne, был включен в мировую версию Steam и Day One Editions Danganronpa V3 в Северной Америке и Европе.

## Отзывы
| Сводный рейтинг | Сводный рейтинг |
| Агрегатор       | Оценка          |
| --------------- | --------------- |
| GameRankings    | 82,10 %         |